# Triethylentetraminhexaessigsäure
Triethylentetraminhexaessigsäure ist ein Komplexbildner aus der Gruppe der Aminopolycarbonsäuren, der in der Komplexometrie zur Titration von Metallionen verwendet wird. Weiterhin wird er zur Komplexierung von radioaktiven Metallionen in der Radiotherapie mit Immunkonjugaten verwendet. Analoga des TTHA sind z. B. EDTA und DTPA. Ein lipophiles Derivat ist Phenyl-TTHA.
TTHA kann zur Molekülmarkierung über ein Alkylamin oder ein Maleimid an Proteine gekoppelt werden. Durch die Kopplung wird das Zielmolekül hydrophiler. In Verbindung mit manchen Lanthanoiden können lumineszente Kopplungsprodukte erzeugt werden.